# Залуский, Франтишек Ян
Залуский, Франтишек Ян (пол. Franciszek Jan Załuski, укр. Франциск-Ян Залуський; 1660 – 17 ноября 1735) — военный и государственный деятель Речи Посполитой. Воевода черниговский (1695—1717) и полоцкий (1719—1735), сенатор. Люблинский староста. Войницки каштелян (1694-1695). Представитель польского шляхетского рода Залуские герба Юноша. 

## Биография
Франтишек Ян Залуский родился в 1660 году. Он происходил из сенаторского, но не очень богатого рода Залуских. Его отцом был Александр Залуский, воевода Равы и маршал коронного трибунала, а его мать Катажина Ольшовская, была дочерью каштелян Спас-Мазурского и сестрой Примса Польши Анджея Ольшовского.
В 1695 году стал воеводой Черниговским. Как сенатор, он участвовал в сеймах 1696 и 1699 годов. В 1704 году он был членом конфедерации Сандомирцев. Приблизительно в 1710 года приобрёл у своего брата  коронного канцлера Анджея Хризостома дворец в Фалении, который был перестроен им после разрушения во время войны со Швецией. В 1719 году становится воеводой полоцким. В 1726 году награждён орденом Белого Орла. На выборах короля в 1733 году он поддержал Станислава Лещиньского. Умер 17 ноября 1735 года.

## Семья
Франтишек Ян Залуский был женат дважды. Первой его женой была Дортея де ла Ривьер из Фландрии. Второй женой была Теофила Ваповски. Францишек Ян Залуски и его жена Теофила были крестными отцами Игнатия Красицкого.